# Lijst van voetbalinterlands Finland - Ierland
Deze lijst van voetbalinterlands is een overzicht van alle officiële voetbalwedstrijden tussen de nationale teams van Finland en Ierland. De landen speelden tot op heden negen keer tegen elkaar. De eerste ontmoeting, een kwalificatiewedstrijd voor het Wereldkampioenschap voetbal 1950, werd gespeeld in Dublin op 8 september 1949. Het laatste duel, een groepswedstrijd tijdens de UEFA Nations League 2024/25, vond plaats op 14 november 2024 in de Ierse hoofdstad.

## Wedstrijden
| № | Plaats   | Datum            | Competitie                  | Wedstrijd         | Uitslag |
| - | -------- | ---------------- | --------------------------- | ----------------- | ------- |
| 1 | Dublin   | 8 september 1949 | WK 1950 kwalificatie        | Ierland – Finland | 3 – 0   |
| 2 | Helsinki | 9 oktober 1949   | WK 1950 kwalificatie        | Finland – Ierland | 1 – 1   |
| 3 | Dublin   | 16 mei 1990      | Vriendschappelijk           | Ierland – Finland | 1 – 1   |
| 4 | Dublin   | 15 november 2000 | Vriendschappelijk           | Ierland – Finland | 3 – 0   |
| 5 | Helsinki | 21 augustus 2002 | Vriendschappelijk           | Finland – Ierland | 0 – 3   |
| 6 | Dublin   | 6 september 2020 | UEFA Nations League 2020/21 | Ierland − Finland | 0 − 1   |
| 7 | Helsinki | 14 oktober 2020  | UEFA Nations League 2020/21 | Finland − Ierland | 1 − 0   |
| 8 | Helsinki | 10 oktober 2024  | UEFA Nations League 2024/25 | Finland − Ierland | 1 – 2   |
| 9 | Dublin   | 14 november 2024 | UEFA Nations League 2024/25 | Ierland − Finland | 1 − 0   |

## Samenvatting
| Competitie          | Totaal gespeeld | Winst Finland | Gelijk | Winst Ierland | Doelsaldo Finland – Ierland |
| ------------------- | --------------- | ------------- | ------ | ------------- | --------------------------- |
| WK-kwalificatie     | 2               | 0             | 1      | 1             | 1 − 4                       |
| UEFA Nations League | 4               | 2             | 0      | 2             | 3 − 3                       |
| Vriendschappelijk   | 3               | 0             | 1      | 2             | 1 − 7                       |
| Totaal              | 9               | 2             | 2      | 5             | 5 − 14                      |

Wedstrijden bepaald door strafschoppen worden, in lijn met de FIFA, als een gelijkspel gerekend.

## Details

### Derde ontmoeting
| Vriendschappelijk (Dublin, Ierland, 16 mei 1990): |       |                     |
| Ierland                                           | 1 – 1 | Finland             |
| Kevin Sheedy 85'                                  | goals | 76' Pasi Tauriainen |

### Vierde ontmoeting
| Vriendschappelijk (Dublin, Ierland, 15 november 2000): |              | |
| Ierland | 3 – 0        | Finland |
| Steve Finnan 14' Kevin Kilbane 85' Steve Staunton 90' | goals        | |
| Mick McCarthy | bondscoach   | Antti Muurinen |
| Shay Given Gary Kelly 46' Ian Harte 46' Richard Dunne Gary Breen Matt Holland Steve Finnan Mark Kinsella Kevin Kilbane Dominic Foley 46' Robbie Keane 90' | opstellingen | Jussi Jaaskelainen Ville Nylund Janne Saarinen 78' Petri Pasanen Hannu Tihinen 65' Teemu Tainio 46' Jonatan Johansson Jari Litmanen Aki Riihilahti 46' Mikael Forssell 86' Joonas Kolkka |
| Jason McAteer 46' Steve Staunton 46' Lee Carsley 46' David Connolly 90'                                                                                   | wissels      | 46' Tommi Grönlund 46' Shefki Kuqi 65' Toni Kuivasto 78' Mika Nurmela 86' Mika Kottila                                                                                                   |
| - Debuut van Petri Pasanen voor Finland. |              | |

### Vijfde ontmoeting
| Vriendschappelijk (Helsinki, Finland, 21 augustus 2002): |              | |
| Finland | 0 – 3        | Ierland |
| | goals        | 12' Robbie Keane 75' Colin Healy 82' Graham Barrett |
| Antti Muurinen | bondscoach   | Mick McCarthy |
| Jussi Jääskeläinen Petri Pasanen Janne Saarinen Sami Hyypiä 46' Hannu Tihinen Mika Nurmela 68' Jari Ilola 59' Jari Litmanen Teemu Tainio 80' Jonatan Johansson 59' Joonas Kolkka 79' | opstellingen | 76' Dean Kiely Gary Kelly 46' Kenny Cunningham Gary Breen 76' Ian Harte 46' Jason McAteer 87' Lee Carsley 46' Mark Kinsella 46' Thomas Butler 46' Damien Duff 84' Robbie Keane |
| Toni Kuivasto 46' Aki Riihilahti 59' Shefki Kuqi 59' Peter Kopteff 68' Mika Kottila 79' Janne Hietanen 80'                                                                           | wissels      | 46' Gary Doherty 46' Colin Healy 46' Stephen McPhail 46' Kevin Kilbane 46' Rory Delap 76' Shay Given 76' Graham Barrett 84' Jim Goodwin 87' Matt Holland                       |

Finse voetbalbond · A-internationals · Bondscoaches · Statistieken · Fins vrouwenelftal · Olympisch elftal · Finland U21 · Finland U20 · Finland U19 · Finland U18 · Finland U17 · Finland U16
1911 – 1919 ·
1920 – 1929 ·
1930 – 1939 ·
1940 – 1949 ·
1950 – 1959 ·
1960 – 1969 ·
1970 – 1979 ·
1980 – 1989 ·
1990 – 1999 ·
2000 – 2009 ·
2010 – 2019 ·
2020 − 2029
EK 2020
OS 1912 ·
OS 1936 ·
OS 1952 ·
OS 1980
1911 · 
1912 · 
1913 · 
1914 · 
1915 · 1916 · 1917 · 1918 · 
1919 · 
1920 · 
1921 · 
1922 · 
1923 · 
1924 · 
1925 · 
1926 · 
1927 · 
1928 · 
1929 · 
1930 · 
1931 · 
1932 · 
1933 · 
1934 · 
1935 · 
1936 · 
1937 · 
1938 · 
1939 · 
1940 · 
1941 · 
1942 · 
1943 · 
1944 · 
1945 · 
1946 · 
1947 · 
1948 · 
1949 · 
1950 · 
1952 · 
1952 · 
1953 · 
1954 · 
1955 · 
1956 · 
1957 · 
1958 · 
1959 · 
1960 · 
1961 · 
1962 · 
1963 · 
1964 · 
1965 · 
1966 · 
1967 · 
1968 · 
1969 · 
1970 · 
1971 · 
1972 · 
1973 · 
1974 · 
1975 · 
1976 · 
1977 · 
1978 · 
1979 · 
1980 · 
1981 · 
1982 · 
1983 · 
1984 · 
1985 · 
1986 · 
1987 · 
1988 · 
1989 · 
1990 · 
1991 · 
1992 · 
1993 · 
1994 · 
1995 · 
1996 · 
1997 · 
1998 · 
1999 · 
2000 · 
2001 · 
2002 · 
2003 · 
2004 · 
2005 · 
2006 · 
2007 · 
2008 · 
2009 · 
2010 · 
2011 · 
2012 · 
2013 · 
2014 · 
2015 · 
2016 · 
2017 · 
2018 ·
2019 ·
2020
Albanië ·
Algerije ·
Andorra ·
Armenië ·
Azerbeidzjan ·
Bahrein ·
Barbados ·
België ·
Bermuda ·
Bolivia ·
Bosnië en Herzegovina ·
Brazilië ·
Bulgarije ·
Canada ·
Chili ·
China ·
Colombia ·
Costa Rica ·
Cyprus ·
Denemarken ·
DDR ·
(West-)Duitsland ·
Ecuador ·
Egypte ·
Engeland ·
Estland ·
Faeröer ·
Frankrijk ·
Georgië ·
Griekenland ·
Honduras ·
Hongarije ·
Ierland ·
IJsland ·
India ·
Irak ·
Israël ·
Italië ·
Japan ·
Jemen ·
Joegoslavië ·
Jordanië ·
Kameroen ·
Kazachstan ·
Koeweit ·
Kosovo ·
Kroatië ·
Letland ·
Liechtenstein ·
Litouwen ·
Luxemburg ·
Maleisië ·
Malta ·
Marokko ·
Mexico ·
Moldavië ·
Montenegro ·
Nederland ·
Noord-Ierland ·
Noord-Korea ·
Noord-Macedonië ·
Noorwegen ·
Oekraïne · 
Oman ·
Oostenrijk ·
Peru ·
Polen ·
Portugal ·
Qatar ·
Roemenië ·
Rusland ·
San Marino ·
Saoedi-Arabië ·
Schotland ·
Servië ·
Servië en Montenegro ·
Singapore ·
Slovenië ·
Slowakije ·
Sovjet-Unie ·
Spanje ·
Thailand ·
Trinidad en Tobago ·
Tsjechië ·
Tsjecho-Slowakije ·
Tunesië ·
Turkije ·
Uruguay ·
Verenigde Arabische Emiraten ·
Verenigde Staten ·
Wales ·
Wit-Rusland ·
Zuid-Korea ·
Zweden ·
Zwitserland
België (2021) · 
Denemarken (2021) · 
Rusland (2021)
FAI · A-internationals · Bondscoaches · Statistieken · Iers vrouwenelftal · Olympisch elftal · Ierland U21 · Ierland U20 · Ierland U19 · Ierland U18 · Ierland U17 · Ierland U16 · Vrouwen U17
1924 – 1929 ·
1930 – 1939 ·
1940 – 1949 ·
1950 – 1959 ·
1960 – 1969 ·
1970 – 1979 ·
1980 – 1989 ·
1990 – 1999 ·
2000 – 2009 ·
2010 – 2019 ·
2020 − 2029
EK 1988 · 
EK 2012 · 
EK 2016
WK 1990 · 
WK 1994 · 
WK 2002
1924 · 
1925 · 
1926 · 
1927 · 
1928 · 
1929 · 
1930 · 
1931 · 
1932 · 
1933 · 
1934 · 
1935 · 
1936 · 
1937 · 
1938 · 
1939 · 
1940 · 1941 · 1942 · 1943 · 1944 · 1945 · 
1946 · 
1947 · 
1948 · 
1949 · 
1950 · 
1951 · 
1952 · 
1953 · 
1954 · 
1955 · 
1956 · 
1957 · 
1958 · 
1959 · 
1960 · 
1961 · 
1962 · 
1963 · 
1964 · 
1965 · 
1966 · 
1967 · 
1968 · 
1969 · 
1970 · 
1971 · 
1972 · 
1973 · 
1974 · 
1975 · 
1976 · 
1977 · 
1978 · 
1979 · 
1980 · 
1981 · 
1982 · 
1983 · 
1984 · 
1985 · 
1986 · 
1987 · 
1988 · 
1989 · 
1990 · 
1991 · 
1992 · 
1993 · 
1994 · 
1995 · 
1996 · 
1997 · 
1998 · 
1999 · 
2000 · 
2001 · 
2002 · 
2003 · 
2004 · 
2005 · 
2006 · 
2007 · 
2008 · 
2009 · 
2010 · 
2011 · 
2012 · 
2013 · 
2014 · 
2015 ·
2016 ·
2017 ·
2018 ·
2019 ·
2020 ·
2021
Albanië ·
Algerije ·
Andorra ·
Argentinië ·
Armenië ·
Australië ·
Azerbeidzjan ·
België ·
Bolivia ·
Bosnië en Herzegovina ·
Brazilië ·
Bulgarije ·
Canada ·
Chili ·
China ·
Colombia ·
Costa Rica ·
Cyprus ·
Denemarken ·
Duitsland ·
Ecuador ·
Egypte ·
Engeland ·
Estland ·
Faeröer ·
Finland ·
Frankrijk ·
Georgië ·
Gibraltar ·
Griekenland ·
Hongarije ·
IJsland ·
Iran ·
Israël ·
Italië ·
Jamaica ·
Joegoslavië ·
Kameroen ·
Kazachstan ·
Kroatië ·
Letland ·
Liechtenstein ·
Litouwen ·
Luxemburg ·
Malta ·
Marokko ·
Mexico ·
Moldavië ·
Montenegro ·
Nederland ·
Nieuw-Zeeland ·
Nigeria ·
Noord-Ierland ·
Noord-Macedonië ·
Noorwegen ·
Oekraïne ·
Oman ·
Oostenrijk ·
Paraguay ·
Polen ·
Portugal ·
Qatar ·
Roemenië ·
Rusland ·
San Marino ·
Saoedi-Arabië ·
Schotland ·
Servië ·
Slowakije ·
Sovjet-Unie ·
Spanje ·
Trinidad en Tobago ·
Tsjechië ·
Tsjecho-Slowakije ·
Tunesië ·
Turkije ·
Uruguay ·
Verenigde Staten ·
Wales ·
Wit-Rusland ·
Zuid-Afrika ·
Zweden ·
Zwitserland
België (2016) · 
Italië (2012) · 
Kroatië (2012) · 
Spanje (2012) · 
Zweden (2016)